# Zócalo 11 de Julio
El Zócalo 11 de Julio fue un proyecto de  centro cívico en la ciudad de Tijuana, en el estado de Baja California. Actualmente se encuentra cancelado, pues el gobierno de Baja California canceló el convenio con el Patronato Zócalo 11 de julio, encargado del proyecto. Posteriormente, el 29 de abril de 2024, el proyecto fue reactivado. Se llevaron a cabo actualizaciones en la infraestructura y se incorporó un MUAC (Modelo Único de Atención Ciudadana), un innovador servicio que permite a los ciudadanos realizar trámites digitales de manera presencial. Además, el Centro de Gobierno que ocupaba el lugar ahora es una extensión de la Facultad de Medicina y Psicología de la UABC, mientras que el Palacio Municipal está siendo evaluado para su reparación o reubicación.

## Origen del Nombre
Se tomó la fecha oficial de fundación de la ciudad de Tijuana, la cual es 11 de julio de 1889.

## Historia
Proyecto ciudadano avalado por el Gobierno del Estado. En él participan Gobierno Federal, Gobierno del Estado, Gobierno Municipal y el Patronato 11 de Julio. 

### Construcción
En los trabajos participan la empresa De la Peña Construcciones y la empresa Jay Construcciones, que ganaron la licitación correspondiente que convocó la Secretaría de Desarrollo Urbano del Gobierno del estado.

### Financiamiento
Primera obra que se realiza en Baja California bajo esquema de inversión público-privada. El 40% de la inversión es de recurso público del Gobierno Federal y el 60% de iniciativa privada, a los cuales les fue concesionado a comercios representando un 3% del proyecto. El Gobierno Federal aportará 330 millones de pesos, de los cuales se aplicaron 100 millones en la primera etapa (2015), el resto será aportado por la iniciativa privada, alrededor de 600 millones de pesos.

## Proyecto

### Etapa 1
La primera etapa del proyecto consta de una plaza para el acceso a Gobierno del Estado aprox. 5,000 m², 1,200m² de áreas verdes, espejo de agua, una bahía de transporte, foro al aire libre con capacidad para 1,400 personas, jardines escultóricos, auditorio con capacidad para 154 personas, rampa con pendiente ligera que conecta a la planta alta del Instituto de Cultura y una explanada cubierta de 1000 m². Se concluyó la etapa 1 en el 2015.

### Etapa 2
Actualmente, y desde 2015, se encuentra en esta fase la construcción.